# Ludwig von Eimannsberger
Ludwig Ritter von Eimannsberger, avstrijski general, inženir in vojaški teoretik, * 19. november 1878, † 31. julij 1945.
Eimannsberger je napisal leta 1934 knjigo Kampfwagenkrieg, ki je zelo vplivala na razvoj tankovskega bojevanja med drugo svetovno vojno.